# Кубок обладателей кубков ЕКВ среди женщин 1989/1990
18-й розыгрыш Кубка обладателей кубков ЕКВ среди женщин проходил с 4 ноября 1989 по 20 февраля 1990 года с участием 24 клубных команд стран-членов Европейской конфедерации волейбола. Победителем во 2-й раз в своей истории и во 2-й раз подряд стала советская команда АДК (Алма-Ата).

## Команды-участницы
| Страна       | Команда                             |
| ------------ | ----------------------------------- |
| Австрия      | «Сокол-Телегес» (Вена)              |
| Бельгия      | «Хатовок» (Тонгерен)                |
| Болгария     | «Левски-Спартак» (София)            |
| Венгрия      | «Тунгшрам» (Будапешт)               |
| ГДР          | «Трактор» (Шверин)                  |
| Греция       | «Филатлитикос» (Салоники)           |
| Израиль      | «Хапоэль» (Бат-Ям)                  |
| Испания      | «Тормо-Барбера» (Хатива)            |
| Италия       | «Бралья Кучине» (Реджо-нель-Эмилия) |
| Кипр         | «Пезопорикос» (Ларнака)             |
| Люксембург   | «Арис Боннвуа» (Люксембург)         |
| Нидерланды   | АМВЙ (Амстелвен)                    |
| Норвегия     | «КФУМ Осло» (Осло)                  |
| Польша       | «Пломень Миловице» (Сосновец)       |
| Португалия   | «Эштрелаш да Авенида» (Лиссабон)    |
| Румыния      | «Рымнику-Вылча» (Рымнику-Вылча)     |
| СССР         | АДК (Алма-Ата)                      |
| СССР         | ТТУ (Ленинград)                     |
| Турция       | «Галатасарай» (Стамбул)             |
| Финляндия    | «Эуран Райку» (Эура)                |
| Франция      | «Расинг Клуб де Канн» (Канны)       |
| ФРГ          | «Ойте» (Фехта)                      |
| Чехословакия | «Руда Гвезда» (Прага)               |
| Швейцария    | «Уни» (Базель)                      |
| Югославия    | «Палома-Браник» (Марибор)           |

## Система проведения розыгрыша
В турнире принимают участие команды 24 стран-членов ЕКВ (представители национальных чемпионатов или Кубков своих стран). Во всех стадиях турнира применяется система плей-офф, то есть команды делятся на пары и проводят между собой по два матча с разъездами. Победителем пары выходит команда, одержавшая две победы. В случае равенства побед победителем становится команда, имеющая лучшее соотношение партий по сумме обоих матчей. В случае равенства и этого показателя в дальнейшую стадию плей-офф выходит команда, имеющая лучшее соотношение игровых очков по сумме матчей.
В 1-м раунде плей-офф приняли участие 16 команд. 8 победителей пар 1-го раунда выходят в 1/8 финала, где к ним присоединяются 8 команд, освобождённых от участия в стартовом раунде. 
8 команд-участниц четвертьфинала плей-офф определяют четырёх участников финального этапа.
Финальный этап состоит из предварительного раунда, полуфинала и двух финалов (за 3-е и 1-е места). Пары предварительного раунда определяются жеребьёвкой. Победители пар в полуфинальных матчах против проигравших определяют участников финала.

## 1-й раунд
ноябрь 1989
 «КФУМ Осло» (Осло) —  «Сокол-Телегес» (Вена)
4 ноября. 3:0 (15:5, 15:11, 15:0).
11 ноября. 3:1 (15:10, 12:15, 15:10, 15:2).
 «Ойте» (Фехта) —  «Эуран Райку» (Эура)
4 ноября. 3:0 (15:9, 15:6, 15:7).
11 ноября. 3:1 (12:15, 15:13, 15:10, 15:7).
 «Филатлитикос» (Салоники) —  «Тормо-Барбера» (Хатива)
10 ноября. 3:2.
12 ноября. 3:1.
 «Уни» (Базель) —  «Палома-Браник» (Марибор)
4 ноября. 3:2 (15:7, 15:13, 4:15, 9:15, 17:15).
11 ноября. 3:1.
 «Хатовок» (Тонгерен) —  «Эштрелаш да Авенида» (Лиссабон)
5 ноября. 3:0 (15:3, 15:10, 15:4).
12 ноября. 2:3.
 «Пезопорикос» (Ларнака) —  «Арис Боннвуа» (Люксембург)
4 ноября. 1:3.
11 ноября. 0:3.
 «Пломень Миловице» (Сосновец) —  «Рымникул-Вылча»
4 ноября. 3:0.
12 ноября. 2:3.
 АМВЙ (Амстелвен) —  «Хапоэль» (Бат-Ям)
11 ноября. 3:0 (15:5, 15:1, 15:11).
12 ноября. 3:0 (15:10, 15:3, 15:3).
От участия в первом раунде освобождены:
| «Левски-Спартак» (София) «Тунгшрам» (Будапешт) «Трактор» (Шверин «Бралья Кучине» (Реджо-нель-Эмилия) | АДК (Алма-Ата) «Галатасарай» (Стамбул) «Расинг Клуб де Канн» (Канны) «Руда Гвезда» (Прага) |

## 1/8 финала
декабрь 1989
 АДК (Алма-Ата) —  «КФУМ Осло» (Осло)
2 декабря. 3:0 (15:4, 15:3, 15:2).
9 декабря. 3:0 (15:12, 15:1, 15:0).
 «Арис Боннвуа» (Люксембург) —  «Левски-Спартак» (София)
2 декабря. 0:3.
3 декабря. 0:3.
 «Уни Базель» (Модена) —  «Бралья Кучине» (Реджо-нель-Эмилия)
.. декабря. 0:3 (12:15, 4:15, 8:15).
10 декабря. 0:3 (9:15, 4:15, 9:15).
 «Тунгшрам» (Будапешт) —  «Галатасарай» (Стамбул)
3 декабря. 3:0.
10 декабря. 0:3.
 «Трактор» (Шверин) —  «Пломень Миловице» (Сосновец)
2 декабря. 3:0.
9 декабря. 3:1.
 АМВЙ (Амстелвен) —  «Филатлитикос» (Салоники)
2 декабря. 3:0.
9 декабря. 3:1 (16:17, 15:5, 15:7, 15:2).
 «Ойте» (Фехта) —  «Руда Гвезда» (Прага)
2 декабря. 3:1 (15:12, 15:11, 11:15, 15:11).
9 декабря. 1:3 (5:15, 15:13, 10:15, 13:15). Соотношение игровых очков по сумме двух матчей — 99:117.
 «Расинг Клуб де Канн» (Канны) —  «Хатовок» (Тонгерен)
2 декабря. 3:0 (15:9, 15:7, 15:13).
9 декабря. 3:0 (15:5, 15:9, 17:15).

## Четвертьфинал
январь 1990
 АДК (Алма-Ата) —  «Левски-Спартак» (София)
.. января. 3:1 (9:15, 15:5, 15:9, 15:10).
24 января. 3:1 (10:15, 17:15, 15:11, 15:9).
 «Бралья Кучине» (Реджо-нель-Эмилия) —  «Тунгшрам» (Будапешт)
18 января. 3:0 (15:12, 15:10, 15:8).
24 января. 3:0.
 «Трактор» (Шверин) —  АМВЙ (Амстелвен)
17 января. 3:0 (15:6, 15:4, 15:6).
24 января. 3:0 (15:1, 15:7, 15:5).
 «Расинг Клуб де Канн» (Канны) —  «Руда Гвезда» (Прага)
.. января. ?:?
24 января. 0:3.

## Финал четырёх
18—20 февраля 1990.  Лилль.
Участники:
 «Трактор» (Шверин)

 «Бралья Кучине» (Реджо-нель-Эмилия)

 АДК (Алма-Ата)

 «Руда Гвезда» (Прага)

### Предварительный раунд
18 февраля
 «Бралья Кучине» —  «Трактор»
3:0 (15:6, 15:13, 15:10).
 АДК —  «Руда Гвезда»
3:0 (15:6, 15:3, 15:3).

### Полуфинал
19 февраля
 АДК —  «Трактор»
3:1 (15:12, 15:10, 10:15, 15:4).
 «Бралья Кучине» —  «Руда Гвезда»
3:1 (15:6, 15:10, 10:15, 15:11).

### Матч за 3-е место
20 февраля
 «Трактор» —  «Руда Гвезда»
3:-

### Финал
20 февраля
 АДК —  «Бралья Кучине»
3:1.

### Итоги

#### Положение команд
| АДК (Алма-Ата)                      |
| «Бралья Кучине» (Реджо-нель-Эмилия) |
| «Трактор» (Шверин)                  |
| 4. «Руда Гвезда» (Прага)            |

#### Призёры
АДК (Алма-Ата): Ирина Горбатюк, Л.Козырева, Светлана Крылова, Татьяна Меньшова, О.Носач, Елена Овчинникова, Элла Райбер, Ирина Светлова, И.Сорокина, Марина Чуксеева, Елена Шишкина. Главный тренер — Нелли Щербакова.
  «Бралья Кучине» (Реджо-нель-Эмилия): Беатриче Бигьярини, Алессандра Мартини, Критсина Бозелли, Пола Вайсхофф, ... Главный тренер — Одоне Федерцони.
  «Трактор» (Шверин): Дёрте Штюдеман, Мартина Шварц, Уте Ольденбург-Штеппин, Сильвия Ролль, Уте Биттерлих, Кристина Шульц, Дёрте Крюгер, Анке Линдеман, … Главный тренер — Герхард Фиделак.